# Vasilj Žarković
Vasilj Žarković (Nedajno, 20. oktobar 1951) je ekonomista i doktor ekonomskih nauka.

## Biografija
Rođen je u Nedajnu 20. oktobra 1951. godine. Gimnaziju je završio u Nikšiću. Diplomirao je 1974. na Ekonomskom fakultetu u Podgorici, magistrirao na Pravnom fakultetu u Beogradu 2001. i doktorirao na Ekonomskom fakultetu u Univerziteta u Banjoj Luci 2007. godine.
Od 1974. do 2008. godine radio je u „Rudi Čajavecu” Banja Luka na raznim poslovima od rukovodioca odjeljenja, sektora, zamjenika direktora OOUR- a do člana Poslovnog odbora Radne organizacije „Profesionalna elektronika”. Od 1998. do 2008. bio je savjetnik za ekonomska pitanja člana Predsjedništva Bosne i Hercegovine iz Republike Srpske. Bio je član Upravnog odbora Banjalučke banke (1988—1996), član i predsjednik Nadzornog odbora Nove Banjalučke banke (2003—2006) i član Upravnog odbora Agencije za osiguranje depozita Republike Srpske (2001—2002).
Od juna 2008. do 11. avgusta 2009. godine obavljao je dužnost Glavnog internog revizora Centralne banke Bosne i Hercegovine. Od 11. avgusta 2009. do 10. avgusta 2015. godine bio je član Upravnog odbora Centralne banke Bosne i Hercegovine.
Od 11. avgusta 2009. godine profesor je na Ekonomskom fakultetu u Banjoj Luci na nastavnim predmetima Međunarodne finansije i Međunarodno finansiranje, na master studijama na predmetima Globalizacija i tranzicioni procesi i Globalizacija i finansijski menadžment i doktorskim studijama na predmetu Institucionalna ekonomija, globalizacija i tranzicioni procesi. Objavio je tri monografije i veći broj radova iz oblasti međunarodne ekonomije, finansija i privatizacije.

## Spoljašnje veze
- Profil nastavnika na sajtu Ekonomskog fakulteta Univerziteta u Banjoj Luci Архивирано на веб-сајту  (8. јануар 2018)